# Мегді Джомаа
Мегді Джомаа (араб. مهدي جمعة; нар. 21 березня 1962, Махдія, Туніс) — туніський політик, прем'єр-міністр Тунісу з 16 грудня 2013 до 6 лютого 2015. Безпартійний.

## Біографія
Мегді Джомаа народився 21 березня 1962 року в курортному місті Махдія. У 1998 році закінчив Національну інженерну школу в Тунісі. Інженер за професією.
Після перемоги другої Жасминової революції він був обраний до парламенту країни. В уряді свого попередника Алі Лараеда Джомаа обіймав з березня 2013 посаду міністра промисловості.
Весь 2013 рік Туніс лихоманило, опозиція вимагала нових реформ. З осені в столиці країни йшов «національний діалог» між владою та опозицією. На 2014 рік були перенесені парламентські вибори. Прем'єр-міністр Алі Лараед обіцяв піти у відставку відразу як буде погоджено ім'я прем'єра.
14 грудня ім'я нового прем'єра стало відомо і президент країни Монсеф Марзукі на наступний день затвердив Мегді Джомаа прем'єр-міністром країни. З 16 грудня Мегді Джомаа приступив до виконання нових обов'язків і почав формувати уряд. Уряд було затверджено 9 січня 2014.
Має п'ять дітей.